# Adam Strange
Adam Strange é um personagem fictício e super-herói que aparece nas histórias em quadrinhos publicadas pela DC Comics. Criado pelo editor Julius Schwartz com um figurino desenhado por Murphy Anderson, apareceu pela primeira vez em Showcase # 17 (novembro de 1958).
Foi interpretado pelo ator Shaun Sipos na série Krypton.

## Criação
Em 1957, o diretor editorial da DC Comics, Irwin Donenfeld realizou uma reunião com editores Jack Schiff e Julius Schwartz em seu escritório, pedindo-lhes cada um para criar um novo herói de ficção científica: um do presente, e um do futuro. Dada primeira escolha, Schiff optou por criar um do futuro (Space Ranger). No entanto, Schwartz estava feliz com a escolha, sentindo que os leitores se identificariam mais facilmente com um herói do presente. Ele concebeu a ideia de um homem da terra de viajar várias vezes para um planeta no sistema estelar Alfa Centauri usando um raio Zeta alterado por radiação espacial, e nomeou seu personagem Adam inspirado no primeiro homem na Terra de acordo com as religiões abraâmicas, já que Adam Strange foi o primeiro terráqueo em outro planeta. Quando questionado sobre a inspiração por trás do personagem, Gardner Fox afirmou: "Suponho que você poderia dizer que John Carter estava em meu subconsciente, você tinha que pensar em alguma maneira interessante de transferi-lo da Terra para o planeta Rann antes de você até comecei uma trama, mas foi divertido de fazer."

## Histórico
Adam Strange estreou nas edições #17-19 da revista Showcase, publicado em novembro de 1958 - Março de 1959. A primeira obra do personagem era um capa para Showcase # 17 por Murphy Anderson; embora Schwartz embora tenha rejeitado o desenho e encomendou um novo por Gil Kane, O traje que Anderson criou foi mantido. Schwartz então convocou Gardner Fox para criar as histórias e Mike Sekowsky para ilustra-las. Schwartz e Fox conceberiam o para as histórias no escritório de Schwartz, e Fox iria escrever os roteiros em casa. Um entusiasta de ciências, Schwartz auxiliou Fox nos conceitos científicos que deram uma plausibilidade nas histórias que as fizeram se destacar. Schwartz havia sido agente literário de escritores de ficção científica, tais como Ray Bradbury e H. P. Lovecraft, nas décadas de 1940 e 1950, Fox se dividia entre roteiros de quadrinhos e histórias para as revistas pulps Weird Tales, Planet Stories e Amazing Stories, Marvel Science Stories, Baseball Stories, Big Book Football Western, Fighting Western, Football Stories, Lariat Stories, Ace Sports, SuperScience, Northwest Romances, Thrilling Western, e Ranch Romances.
As vendas das 3 edições de Showcase foram suficientes para que Adam Strange fosse publicado nas edições #53-100 e 102 da revista Mystery in Space. Apesar de Schwartz e Fox continuarem os seus trabalhos com o personagem, Schwartz trocou Sekowsky por Carmine Infantino. A maioria das capas foram feitas por Murphy Anderson (embora Bernard Sachs, Joe Giella e Sid Greene fizeram uma capa cada um). Na em uma história da Liga da Justiça, o Flash mencionou Adam Strange como um possível novo membro do grupo. Quando uma carta de fã apontou que o grupo não havia conhecido Adam Strange e não poderia ter ouvido falar dele, já que todos os seus heroísmos ocorreram em Rann, Schwartz e Fox escreveram uma história mostrando como a Liga da Justiça chegou a Rann e como Adam Strange salvou-os de Kanjar Ro. A história foi publicada em Mystery in Space #75 e ganhou o Alley Award pela "Melhor História em Livro" de 1962.
A partir do 92, Jack Schiff substituiu Schwartz como editor de Mystery in Space e Lee Elias se tornou o desenhista de Adam Strange. Após a descontinuação das histórias de Adam Strange, republicações foram apresentadas em Strange Adventures #217 a 244 (exceto o # 222, que em vez disso tem uma nova história com Strange, escrita por Denny O'Neil, enquanto a edição 226 tem um conto ilustrado escrito por Fox, com ilustrações de Anderson).
Depois que suas aventuras em Mystery in Space foram canceladas, Adam Strange continuou a ter participações especiais em vários títulos da DC Comics. Talvez a mais notável seja uma aventura escrita por Gardner Fox e ilustrada por Murphy Anderson para a revista Hawkman 18 (1967). Nela, Hawkman não consegue encontrar seu planeta, Thanagar, e sua busca o leva a Rann, onde ele compartilha uma aventura com Adam Strange.
Adam Strange teve histórias escritas por Dave Wood, Jerry Siegel e Dennis O'Neil, desenhos por Lee Elias e arte-final por John Giunta.
Nos anos 1970, o personagem esteve presente regularmente no Universo DC, apesar de não ter uma revista própria. Em setembro de 1980, Adam Strange passou a ter histórias publicadas na revista Green Lantern (da edição 132 a edição 147). Mais tarde, na década de 1980, Alan Moore escreveu um resumo da razão de Adam Strange para suas visitas a Rann. Neste retcon, a população do planeta, a maioria dos quais vê os terráqueos com desprezo, é estéril, e Adam Strange está lá para ser um reprodutor. Em uma minissérie de 1990, Man of Two Worlds, Adam descobre a opinião da população sobre ele e Alanna morre ao dar à luz sua filha Aleea. Em 1997, Grant Morrison reviveu a Liga da Justiça da América na série JLA. Durante este período, Mark Waid apresentou Adam Strange quando ele substituiu Morrison. Em JLA #20 (julho de 1998), Alanna é revelada viva e é brevemente reunida com seu marido e filha antes de Adam ser transportado de volta à Terra.
Adam apareceu em histórias ambientadas na Era de Prata: Legends of the DC Universe 80-Page Giant #1 (1998); Silver Age: Showcase #1 (2000); DC Universe: Legacies #5 (2010); and DC Retroactive: Justice League - The '70s (2011).
Em 2013, Jeff Lemire disse que pretendia introduzir uma nova encarnação de Adam Strange em algum momento da Liga da Justiça do Canadá, uma série programada para ser lançada na primavera de 2014. Em janeiro de 2014, Lemire anunciou que a série seria intitulada Liga da Justiça Unida e que contaria com Alanna e Adam.
A série Strange Adventures vol. 5, escrita por Tom King e ilustrada por Mitch Gerads e Evan Shaner, com foco em Adam Strange foi lançada em 2020.

### No Brasil
O personagem estreou no país em 1961 na revista Homem no Espaço da Editora O Cruzeiro, onde foi chamado de Joe Cometa. Posteriormente foi publicado pela EBAL em revistas de outros personagens como Mulher-Maravilha e Superman. Na editora Abril, foi publicado em crossovers nas revistas Monstro do Pântano, Superboy, Os Melhores do Mundo. Somente em 2006, teve um título próprio: Adam Strange - Mstério no Espaço, versão da minissérie Adam Strange: Planet Heist.

## Biografia Ficcional

### Origens
Adam Strange era um arqueólogo que por intermédio dos efeitos dos misteriosos raios zeta foi teletransportado através do universo e se rematerializou no Planeta Rann. Ao chegar, ele é atacado por um dos predadores do planeta e resgatado por uma mulher de cabelos escuros chamada Alanna. Ela o leva até seu pai Sardath, que explica que o raio zeta foi transmitido à Terra na esperança de que qualquer forma de vida inteligente vivida lá o rastreasse até Rann, e ele também teoriza que nos 4,3 anos que levou o raio zeta para chegar à Terra, foi alterado pela radiação espacial em um raio de transporte. Chamado para proteger o planeta de ameaças extraterrestres usando a tecnologia de Rann, Strange cresceu para cuidar do planeta e de seus habitantes, especialmente Alanna. Eventualmente, os efeitos do transporte do raio passaram, retornando automaticamente Strange à Terra no ponto exato de partida - mas não antes de Sardath ter dado a ele um cronograma de disparos do raio, permitindo-lhe retornar periodicamente ao planeta. Usando cálculos matemáticos, ele foi capaz de determinar a hora exata e os locais precisos em que os  raios zeta chegariam. Ele viaja pelo mundo e os intercepta, para defender Rann e estar com Alanna.
Anos depois, durante um exílio no espaço,o  Monstro do Pântano chega ao planeta Rann, onde conhece Adam Strange. Nesta história é revelado que há centenas de anos a população do planeta sofreu guerras nucleares e os deixou não só com a perda de grande parte do seu ecossistema, mas também com um problema genético que tornou a maioria da população estéril, sendo Alanna um dos últimos nascidos no planeta. Ao longo da história, o Monstro do Pântano consegue criar um sistema ecológico em áreas desérticas do planeta. Além disso, Alanna diz a Adam que ela finalmente conseguiu engravidar.
Com o tempo, Sardath aperfeiçoouo raio zero que ele chamaria de "Mega Raio Zeta", que permitiria a Adam se transportar para Rann e ficar lá permanentemente. Naquela época, Adam descobre que na verdade não foi para Rann por acidente, já que o Raio Zeta foi enviado por Sardath para trazê-lo com a intenção de que ele formasse um casal com Alanna e tivesse filhos com ela para que ele pudesse começar a mudar. a genética da população. Embora Adam estivesse destinado a salvar o planeta, não foi da maneira que ele acreditava. Ele também descobre que apesar de ter sido seu principal protetor durante anos, o povo de Rann geralmente o desprezava por ser um alienígena. Eventualmente, Alanna dá à luz uma menina chamada Aleea, mas aparentemente morre no processo.
Grayven, filho ilegítimo de Darkseid, tenta destruir a cidade de Ranagar e tomar o Raio Zeta, Adam Strange é auxiliado pelos Darkstars e pelo Lanterna Verde Kyle Rayner.
Hyathis tentou derrubar o governo de Rann usando sua telepatia para virar uma raça alienígena chamada Zaredianos contra os Darkstars. O ataque Zarediano criou uma distração que permitiu Hyathis sequestrar Aleea. Seus planos foram perturbados pela chegada de Superboy e os Ravers.
Anos mais tarde, Adam está em Rann criando sua filha Aleea e ajudando a restaurar o planeta, quando ele descobre que Alanna não morreu de verdade, mas que Sardath secretamente a colocou em animação suspensa e a entregou aos Escravocratas En'taranos, que foram capazes para reanimá-la, mas que ambos eram atualmente seus prisioneiros e que para libertá-la ela teria que entregar o planeta Rann. Adam convence os conquistadores de que ele deve sequestrar a Liga da Justiça para reconstruir o planeta mais rapidamente, e assim, junto com o grupo, ele não apenas reconstrói Rann como consegue derrotar os En'taranos e libertar Alanna. Infelizmente, no processo, Adam perde todos os vestígios do Mega Raio-Zeta em seu corpo, e isso causa seu retorno indesejado à Terra. Strange voltou para Rann e se reuniu com sua família logo depois.

### Citado em Crise de Identidade
Na minissérie Crise de Identidade em um jornal sensacionalista especializado no mundo meta-humano, aparece uma manchete em que Adam é acusado de ter um caso na Terra. Isso conflita com as primeiras páginas de Mistério No Espaço. Nelas, Adam é preso e um policial não acredita na história de sua vida que ele lhe conta. Ou seja, sua atividade em Rann não é de conhecimento público.

### Mistério No Espaço: O Desaparecimento de Rann (Planet Heist)
Adam Strange: Mistério No Espaço (Planet Heist no original), uma minissérie de oito edições de 2004, escrita por Andy Diggle, escrita por Pasqual Ferry e colorida por Dave McCaig. Adam retorna em uma história cataclísmica, que marca o início de um conflito que pode significar o fim de um mundo – ou de dois!.
Tudo começa quando o raio que iria transportá-lo em definitivo para o planeta Rann não se manifesta. Tendo deixado sua mulher e sua filha no distante mundo, ele entrou em profunda depressão. Quando dois caçadores de recompensa espacial apareceram, eles lhes contam que o planeta Rann havia sido destruído e que o herói era o suspeito número um de ter causado a tragédia. Adam – que tinha certeza de que sua esposa ainda estava viva em algum lugar – começou uma cruzada para descobrir a verdade. Um planeta não pode simplesmente desaparecer.
Com essa ideia fixa em sua mente e de posse de um irradiador zeta, Adam resgatou um antigo uniforme e foi até o local onde Rann orbitava. Chegando lá, encontrou apenas vácuo e radioatividade. À beira da morte, o herói foi resgatado por uma nave thanagariana, que o prendeu e o condenou pelo desaparecimento de Rann.
Fugindo com a ajuda de Sh’ri Valkyr – uma oficial do exército de Thanagar que implantou um dispositivo de rastreio em Adam – o herói se teleportou para perto de uma velha estação estelar de seu planeta adotivo, onde encontrou os Omega Men.
Juntos, os aventureiros do espaço sobreviveram a uma investida da Guilda das Aranhas – em conjunto com a L.E.G.I.Ã.O. de Vril Dox – e, enfim, conseguiram descobrir o paradeiro de Rann.
O astro estava em um universo paralelo morto, onde foi encontrado pelo Destruidor Cósmico, que desejava drenar a energia do planeta!
Juntos, os Ômega Men, Adam Strange, a L.E.G.I.Ã.O. e os últimos Darkstars travaram uma batalha férrea e venceram o Destruidor, teleportando Rann para fora do universo vazio, abandonando a terrível criatura lá. Mas Valkyr, a oficial thanagariana seguidora do Destruidor Cósmico, alterou as coordenadas do teleporte e fez com que o planeta aparecesse próximo à Thanagar, deslocando sua órbita e condenando-o à morte. É o início de mais um confronto entre os dois mundos.

### Guerra Rann/Thanagar
Quando Rann foi movido de Alpha Centauri para Polaris, acreditava-se que sua órbita havia empurrado o planeta Thanagar (que já pertencia ao sistema Polaris) para mais perto do sol, destruindo grande parte da superfície (mais tarde foi descoberto que as ações do Superboy-Prime moveram Thanagar). Muitos Thanagarians foram realocados para Rann, mas a inimizade entre as duas raças resultou em uma guerra, retratada em Rann-Thanagar Est. Strange, trabalhando com Gavião Negro, Mulher-Gavião, Kyle Rayner e Kilowog, tentou terminar o conflito, em uma minissérie de seis edições entre 2005 e 2006  e no evento Crise Infinita da DC,  Strange acabou por acabar com a guerra quando descobriu evidências do papel de Superboy-Prime na realocação de Thanagar.

### 52
Adam ficou preso em um planeta paradisíaco com Homem-Animal e Estelar. Como resultado de um acidente de teletranpore envolvendo o raio zeta, ele perdeu os dois olhos, mas, apesar de seus ferimentos, ele tentou consertar uma espaçonave danificada para que o trio pudesse voltar para casa. Depois de serem atacados por Devilance, O Perseguidor, eles finalmente escaparam tendo percebido que o planeta inteiro era uma armadilha.
Esta equipe luta contra a vilã Lady Styx, cujas legiões vivas estavam devastando planetas em toda a galáxia. Com Styx presumivelmente derrotada e Homem-Animal aparentemente morto, Strange e Estelar continuaram sua jornada de volta à Terra e Rann e são perseguidos por seguidores irritados de Lady Styx. Com Estelar ferida em uma dessas batalhas, e sua nave quebrada e funcionando mal, Adam foi salvo por Mogo e um Lanterna Verde novato. Trazido para Rann, Strange foi equipado com novos olhos, clonado por Aleea e geneticamente projetado para lhe conferir a visão de todo o espectro eletromagnético. Ele foi interrogado brevemente pela Tropa dos Lanternas Verdes sobre o segredo de 52, mas quando uma emergência surgiu durante o interrogatório, os Lanternas se ofereceram para responder no lugar de Strange para que ele pudesse voltar para sua esposa.

### Countdown to Adventure
Adam Strange se une ao Homem-Animal e Estelar na série Countdown to Adventure, escrita por Adam Beechen em agosto de 2007.
Na primeira edição, Adam encontra-se substituído como o protetor de Rann por Champ Hazard, um ex-ator da Terra. No entanto, Hazard não tem respeito por nenhuma vida e é responsável por terminar suas batalhas de forma horrivelmente sangrenta. Parece que Champ foi infectado por uma praga de loucura criada por Lady Styx antes de deixar a Terra, e infectou um terço das pessoas em Rann, causando-lhes uma revolta e dizer "acreditar nela". Adam e sua família escapam para a Terra, onde ele pede ajuda de Homem-Animal e Estelar, eventualmente descobrindo uma maneira de curar a praga.

### Rann-Thanagar Holy War
Adam Strange, juntamente com muitos dos heróis espaciais da DC, incluindo Gavião Negro, Estelar, Aberração Cósmica, e Príncipe Gavyn, o Starman, lutam contra o Synnar, o Demiurgo. As ações de Adam Strange nesta história resultam na despovoação dr Throneworld do Prince Gavyn nas mãos de Lady Styx. Mais tarde, para derrotar Synnar e Lady Styx, a atmosfera de Rann foi descarregada de forma explosiva no espaço exterior com toda a população de Rann, sendo enviada para Throneworld através do raio zeta. Aberração Cósmica também descobre nesta história que ele é um membro do chamado Aberrant Six.

### Strange Adventures
Com Throneworld sendo renomeada como Nova Rann, Adam Strange mais uma vez se associa aos heróis espaciais DC para investigar por que algumas estrelas da galáxia estão desaparecendo. Synnar descobre que ele está destinado a ser um dos "The Aberrant Six", um grupo crítico para evitar que o Synnar de hoje (preso no corpo do Aberração Cósmica) destrua o universo. No final, o "The Aberrant Six" não se formaram e o futuro Synnar deixou de existir, mas não antes que a amiga mercenária do Capitão Cometa, Eye fosse morta pelo supremo inimigo de Synnar para impedir a formação dos Seis. Comet foi confiado com o robô Orb de Eye até ela retornar, disse para Synnar que, quando isso acontecer, ele "continuará suas negociações - Tudo mudou, mas permanece como estava". Adam Strange percebe que um dia Synnar irá retornar e forçá-lo a se juntar ao seu Aberrant Six.

### R.E.B.E.L.S.
Adam Strange então se encontrou juntando-se a Vril Dox como parte de seu grupo R.E.B.E.L.S .. Adam Strange ajudou a salvar o sistema Vega e várias galáxias, derrotando o Starro, conquistador. Foi também nesta época que Adam Strange visitou Nova Krypton para protestar contra o acordo que o Conselho alcançou com os Thanagarianos. Explicando que os Rannianos recentemente perderam em uma guerra com os Thanagarianos, Adam questiona o julgamento do Conselho ao alcançar este acordo. Enquanto isso, ajudou Superman a investigar um assassinato.
A situação do povo de Rann logo foi resolvida por Vril Dox, buscando recuperar sua reputação depois que Starro roubou a L.E.G.I.Ã.O. dele e o usou para escravizar seus mundos de clientes. Dox usa o raio zeta de Rann no sistema Vega, na órbita anteriormente mantida pelo agora destruído planeta Tamaran, e passou a terraformar Rann e torná-lo adequado para sustentar a vida novamente.
A restauração do planeta Rann não era o único motivo de Dox para o deslocamento para o sistema Vega. Primeiro, colocando Rann na órbita de Tamaran, restaurou o equilíbrio gravitacional do sistema Vega, que foi descartado pela destruição de Tamaran. Em segundo lugar, em troca de restaurar seu planeta, as pessoas de Rann concordaram em deixar a Dox reconstruir a sede da L.E.G.I.Ã.O. em Rann.
Os refugiados de Tamaran, liderados pela Estrela Negra, atacaram Rann acreditando que, como o planeta estava na órbita de Tamaran, eles reivindicaram isso. A violência terminou quando Vril Dox, que estava fora do mundo no início do conflito, chegou com as naves de guerra Thanagarianas e parou a luta sem derramamento de sangue em ambos os lados. Como aconteceu, Dox estava fora do mundo negociando um fim oficial para a Guerra Rann-Thanagar, usando a nova distância de Rann de Thanagar e mudando de liderança em ambos os lados como alavanca.
Dox então passou a mediar a tensão entre os Rannianos e os Tamaranianos, propondo que os Tamaranianos vivessem no continente do sul desabitado de Rann.
Adam Strange, bem como protetor de Rann, também se tornaria um comandante sênior da L.E.G.I.Ã.O. garantindo a paz com a Tropa dos Lanternas Verdes. Ele também ajudou a criar uma aliança entre Rannians, Tamaranianos e a L.E.G.I.Ã.O. depois de derrotar Starro, garantindo segurança para Rann, o sistema Vega e a galáxia.

### Os Novos 52
Em Os Novos 52, um reboot de 2011 do Universo DC, Adam Strange foi reintroduzido na continuidade mainstream como um arqueólogo canadense que tem um relacionamento com Alanna (agora Alanna Lewis, uma ex-aluna dele). Ele e outros heróis são teletransportados para seu planeta natal, Rann, a fim de impedir o vilão [Rok]. Ele e Alanna se tornaram membros fundadores da Liga da Justiça Unida. Um acidente com o raio zeta permitiu a Adam se fundir com sua assinatura de energia espaço-tempo, permitindo-lhe projetar sua consciência através de toda a realidade conhecida. Ao final da série, Adam perderia suas habilidades recém-descobertas e voltaria ao normal.
Durante o esquema do Vandal Savage para ganhar mais poder do cometa que o tornou imortal, a LJU ajudou nos esforços de um Superman mais fraco para frustrar seus planos. No entanto, os heróis foram capturados e seus poderes usados como combustível para trazer o cometa para mais perto da Terra para dar aos descendentes de Savage suas próprias habilidades. Eles foram salvos pelo Superman, que agora estava fortalecido pela Kryptonita, os heróis contiveram as forças de Savage por tempo suficiente para Superman derrotar o imortal, mas ele acabaria morrendo. 

### DC Rebirth
Strange foi o próximo destaque na série The Death of Hawkman, mais uma vez preso no meio do conflito Rann/Thangar. Suspeitando que Thanagar iniciou o primeiro ataque, Adam iniciou uma investigação sobre os eventos com a ajuda de seu amigo Gavião Negro. Os dois logo descobrem que Despero estava por trás do conflito, com o objetivo de coletar o suprimento de metal do enésimo planeta. Eles lutaram contra Despero, mas o vilão provou ser muito forte para lidar. Em um ato de desespero, Gavião Negro ordenou que Adam ativasse uma máquina que magnetizaria todos os planetas do metal do enésimo, matando Gavião Negro e Despero. Um relutante Adam concordou, mas a máquina inesperadamente o enviou para outra dimensão. A dimensão foi revelada como a casa de Jonny Quest como parte da série Future Quest.
Ele logo encontrou seu caminho de volta para o Universo DC, onde divide sua atenção entre seu mundo natal e seu mundo adotivo. Ele também se tornou um membro reserva da Liga da Justiça.

## Habilidades e equipamentos
Adam Strange carece de quaisquer atributos sobre-humanos reais, optando por confiar mais no pensamento rápido e na engenhosidade. Antes de ir para Rann, Strange foi um explorador e arqueólogo talentoso que se especializou em reunir e estudar artefatos perdidos encontrados nos restos de civilizações antigas. Aplicando essas qualidades à sua nova vida em Rann, ele se aventuraria com sua nova família nas selvas de seu mundo natal para estudar e redescobrir sua história antiga. Eventualmente, suas experiências acumuladas em suas aventuras por meio do estudo e compreensão da cultura Ranniana e suas vastas tecnologias, bem como sua história adquirida, permitiram a Adam adquirir uma série de técnicas de combate e conhecimento científico, dando-lhe a vantagem necessária para se equiparar fisicamente e derrotar oponentes incomensuravelmente mais imponentes ao longo dos anos. Ele lutou e superou adversários de natureza nativa e extraterrestre, como Thanagarianos, Durlanianos, Qwardianos, En'taranos e Meta-humanos. Isso, junto com suas muitas décadas de prosperidade nos ambientes hostis de Rann, Terra e outros territórios galácticos, fez de Adam um sobrevivente realizado, tendo passado o mesmo tempo atravessando áreas rurais tão traiçoeiras quanto a floresta amazônica na Terra.
Strange tem um intelecto tático igual a - ou superior - como Bruce Wayne e Lex Luthor, e complementa isso com o aprendizado que ele ganhou em seus muitos anos de estudo sobre Rann. Ele é capaz de fazer engenharia reversa de maravilhas tecnológicas funcionais, mesmo a partir dos restos danificados de uma nave alienígena com facilidade. Ele também é um matemático talentoso, que pode deduzir habilmente a hora e o lugar exatos quando e onde o raio zeta de Sardeth atingirá seu planeta natal, a Terra. Grant Morrison mostra seu intelecto em sua corrida em JLA. Depois que Rann é conquistado por uma raça telepática chamada En'taranos, Strange os derrota convertendo secretamente o planeta em uma arma de raio zeta gigante, alimentada pela radiação Mega zeta latente em seu corpo. Com a ajuda da Liga da Justiça, Strange transporta com sucesso a frota En'Tarana para outra parte da galáxia. No rescaldo do evento Crise Infinita, Adam Strange perde os olhos em um acidente de raio zeta. Sardeth é capaz de clonar um novo par de olhos de sua neta, Aleea Strange, e transplantá-los para Adam. Esses novos olhos permitem que Adam veja todo o espectro eletromagnético.

### Tecnologia
Como protetor de Rann, Adam está bem relacionado com Sardeth e seu conselho de ciência. Adam usa uma variedade colorida de tecnologias como herói e viajante espacial. Os recursos relativos às maravilhas da ciência de Rann disponíveis para ele são numerosos. Ele estudou, desmontou e reconstruiu muito de seu próprio equipamento; consistindo principalmente em munições de alta tecnologia, armaduras, gadgets e utensílios ou engenharia genética de ponta. Strange também é versado em sua função mecânica, bem como no uso prático em seus esforços heroicos.

#### Traje espacial
Strange é um hábil combatente aéreo, muitas vezes fazendo uso de um traje à prova de fogo, com isolamento térmico e adaptado ao meio ambiente, para atravessar terrenos de mundos estrangeiros ou nas frias profundezas do espaço. Com mais atualizações, o traje de Strange ostenta um projetor zeta integrado com o qual pode transportar anos-luz em todo o universo em um instante.
O capacete é equipado com um sistema de suporte de vida que protege Adam das condições atmosféricas prejudiciais, enquanto o traje em si exibe um sistema de head-up display para controlar seu equipamento via pensamento e comando de voz. A tecnologia é subordinada ao seu detonador portátil, com avaliação de ameaças em tempo real e alvos de retículos de prioridade para melhor combater os adversários.
O propulsor a jato é um sistema de propulsão bimotor preso a um arnês que adorna suas costas, capaz de operar a aviação aérea por um período de tempo não revelado. Strange também é versado em outros tipos de equipamento de propulsão de foguetes, como um sistema de propulsão com detonadores ocultos, com seu equipamento Strange também pode atingir a velocidade de escape para quebrar a órbita planetária.

#### Arsenal alienígena
A arma primária de escolha é uma pistola laser Ranniana entre outras armas e munições variadas recolhidas em toda a galáxia. Adam Strange é um excelente atirador com praticamente qualquer arma de longo alcance à mão no momento, a arma vem com um condutor de sistema de mira quando trabalhada em conjunto com sua fantasia e tem uma configuração de atordoamento para aplicação não letal. Outras munições em seu arsenal incluem Holo-Blasters, que são armas de energia de luz direta que Strange pode usar para conjurar qualquer número de ordenanças ou escudos de proteção aprimorados durante um tiroteio. A eficácia desses armamentos os torna potentes o suficiente para despachar Smite, um dos tenentes de Starro ostentando capacidades físicas rivalizando com o Superman ou Lobo. Quando devidamente calibradas por forças externas, essas armas de energia também podem canalizar a luz de um Anel de Poder ou um fac-símile de sua emoção correspondente que pode despachar um pequeno enclave de Lanternas Negros.

#### Aparelho projetor de raio zeta
Um dos maiores recursos de Strange e também do planeta Rann é a tecnologia raio zeta desenvolvida por Sardeth. Inicialmente projetado como um meio de comunicação com vida inteligente de todo o universo, foi acidentalmente descoberto como um meio instantâneo de transporte intergaláctico que viajava ao longo de uma radiação cósmica chamada raios zeta. Os efeitos do raio sempre duraram pouco, e sua dissipação significava que Adam voltaria para onde ele primeiro interceptou o raio. Isso seria um grampo em execução por anos, até que mais tarde os designs do zeta tornaram seus efeitos permanentes, embora ao custo de doenças mentais debilitantes para o usuário. Eventuais inovações na tecnologia de transporte Ranniano produziriam um dispositivo mais simplificado denominado módulo projetor zeta, uma inteligência artificial que comanda um drone móvel na forma de uma esfera flutuante que poderia ser usada para rastrear raios zeta através de galáxias e até mesmo em universos alternativos. Como o mega projetor zeta, o transporte também era permanente, sem o perigo da doença do raio zeta. Outras modificações integraram o dispositivo de transporte ao traje espacial de Adam.

## Outras versões
- O Adam Strange da Era de Prata é um dos "fantasmas" no restaurante "Planet Krypton" vazio em The Kingdom: Planet Krypton #1.
- Adam Strange fez uma breve aparição no JLA: Another Nail do Elseworlds, quando todos os períodos se fundiam. Na série original JLA: The Nail, ele é encontrado morto na órbita da Terra por Hal Jordan depois que o raio Zeta que o levou a Rann foi bloqueado por um campo de força em torno da Terra.
- Em DC: The New Frontier, de Darwyn Cooke, Adam Strange está confinado no Asilo Arkham por acreditar que ele viajou para outro mundo. Também é revelado que isso foi feito para que o governo possa ficar de olho nele. Quando o Centro aparece na costa da Flórida, o Dr. Leslie Thompkins devolve seu jato e sua arma de energia. A ideia de Adam é usar o dispositivo de contração de Ray Palmer para destruir a ameaça, depois de ler um artigo sobre seu trabalho enquanto confinado.
- O Dr. Adam Strange aparece na revista em quadrinhos de Smallville como colega de Emil Hamilton da STAR Labs. Sua invenção do raio zero com Alanna contribui para a construção da Torre de Vigilância da Liga da Justiça.
- A revista Wednesday Comics publicada em 2009, apresentou uma nova versão de Adam Strange pelo roteirista e desenhista Paul Pope, que trouxe vários elementos das histórias da série de romance planetário Barsoom,[58][59] de Edgar Rice Burroughs que inspiraram o personagem,[8] lançando o planeta Rann como um mundo muito fantástico, e Alanna como uma princesa guerreira com poucas roupas tal qual Dejah Thoris.[60]
- Adam Strange apareceu  na revista em quadrinhos baseada na série animada Liga da Justiça em Justice League Adventures #25-26[61] e em Justice League Unlimited #4, revista da série Liga da Justiça Sem Limites.[62]

### Future Quest
Adam Strange teve um crossover com Jonny Quest em Adam Strange/Future Quest Annual # 1 em 29 de março de 2017.

## Aparições em outras mídias

### Televisão
- Adam Strange aparece na série animada Batman: The Brave and the Bold no primeiro episódio da segunda temporada intitulado "Mistery in The Space". Batman é chamado ao planeta natal de Adam e ele traz Aquaman também. Os três, ao lado da esposa de Adam Strange, Alanna, tentam impedir que os gordanianos, liderados pelo general Kreegaar, obtenham o Olho de Zared do fundo dos oceanos de Rann. Antes que Adam possa resgatar sua esposa, os efeitos do raio Zeta desaparecem enviando-o para a Terra. Ele consegue pegar outro raio de volta para Rann apenas para descobrir que Rann está agora em perigo. Depois que o inimigo consegue com sucesso o Olho de Zared, Adam Strange começa a ter dúvidas. Sua confiança é reacendida por Aquaman, e ele salva Alanna, ganhando tempo para Aquaman e Batman criarem um eclipse solar para parar o Olho de Zared, forçando o exército do General Kreegaar a se render.
  - Na terceira temporada da série, Adam aparece em uma das quatro vinhetas em "Four Star Spectacular!", Intitulado "World War". Ele está se preparando para voltar a Rann com um presente de aniversário para sua esposa quando testemunhar dezenas de ataques de raios Zeta em Gotham City. Adam se permite ser teleportado e descobre que Kanjar Ro planeja interceptar um raio Zeta, teletransportar uma bomba de negaton para Rann, exterminar a população e usar o planeta como base de operações. O herói consegue teletransportar Kanjar Ro e sua bomba para um mundo do pântano, e o pirata espacial desarma a bomba bem a tempo, apenas para bater em um monstro alienígena.
- Também aparece no episódio Happy New Year" de Young Justice: Invasion,[64] interpretado por Michael Trucco. Além de sua história de acabar com Rann, ele diz à equipe que Rann tem uma recompensa com todos os membros da Ligas da Justiça, depois que alguns deles foram controlados por Vandal Savage para atacar Rimbor. Ele e Alanna também estão no episódio "Earthlings", onde ajudam Superboy, Miss Marte e Mutano em seus esforços para encontrar os Kroloteans e sua tecnologia do Raio Zeta, distraindo as autoridades Rannianas e combatendo os Kroloteans blindados. No episódio "Salvage", Adam ativa um Escudo Zeta para cobrir a Terra e protegê-la de futuras invasões alienígenas. Ele tem uma participação especial sem voz em Young Justice: Outsiders.
- Em 2018, Aparece na série Kripton do SyFy, interpretado por Shaun Sipos.[65] Nesta versão, Adam é um arqueólogo que abandonou a faculdade/falhou em Detroit e roubou um pedaço da tecnologia de teletransporte de Rann que ele chama de "raio Zeta" e se tornou um super-herói. Adam usa o dispositivo para viajar no tempo de volta a Krypton, 200 anos antes de sua eventual destruição para alertar Seg-El sobre uma interrupção no tempo que está causando o apagamento de seu futuro neto Superman, um super-herói icônico no futuro da Terra. Durante a série, Adam ajuda Seg e seus aliados contra inimigos, como o mundo alienígena, coletando o android Brainiac, Dru-Zod, que também viajou no tempo, mas para impedir o nascimento de Superman ao assumir Krypton, e Doomsday, que fica sob o controle de Zod na segunda temporada. No final da segunda temporada, após a derrota de Zod, o avô de Seg, Val, fornece um uniforme para Adam, incluindo um jetpack, capaz de estabilizar sua perna paralisada que ele ganhou de uma explosão em Wegthor enquanto lutava contra Doomsday.
- Adam Strange aparecerá como o personagem principal de uma série live-action chamda Strange Adventures, que será exibida no canal HBO Max.[66]

### Filme
- Adam Strange aparece no longa animado Liga da Justiça: A Nova Fronteira, de 2008. Ele é visto em um dos recortes de notícias de John Jones no início do filme. Durante o clímax, ele é um dos heróis que atende ao chamado para combater o Centro, mas não teve nenhuma fala.
- DC Showcase: Adam Strange, um curta de animação, dirigido por Butch Lukic, escrito por J. M. DeMatteis, com Charlie Weber como a voz de Adam Strange,[67] foi incluído em Justice League Dark: Apokolips War.[68]
- Adam Strange aparece no filme Green Lantern: Beware My Power com Brian Bloom como a voz de Adam Strange. Continuando os eventos do curta Showcase, Strange está se teletransportando de um planeta para outro através de raios zeta instáveis. Ele conhece John Stewart, Mulher-Gavião e Arqueiro Verde, que estão investigando a destruição de Rann, Oa e Thanagar, e se une a eles para impedir a guerra entre Rann e Thanagar, que está sendo orquestrada por Sinestro.

### Webséries
- Adam Strange faz várias aparições sem fala em DC Super Hero Girls.

### Vídeo games
- Adam Strange aparece em DC Universe Online.
- Um pôster de Adam Strange pode ser visto na seção Monarch Theatre de Gotham City em Injustice 2.
- Adam Strange aparece como um personagem jogável em Lego DC Super-Villains.

## Edições encadernadas

### DC Archive Editions
| Título                             | Publicada originalmente em                                    | Ano  | ISBN                |
| ---------------------------------- | ------------------------------------------------------------- | ---- | ------------------- |
| The Adam Strange Archives Volume 1 | Showcase #17–19; Mystery in Space #53–65                      | 2004 | ISBN 978-1401201487 |
| The Adam Strange Archives Volume 2 | Mystery in Space #66–80                                       | 2006 | ISBN 978-1401207809 |
| The Adam Strange Archives Volume 3 | Mystery in Space #81–91; Hawkman #18; Strange Adventures #157 | 2008 | ISBN 978-1401216610 |

### Outras coleções
| Título                                        | Publicada originalmente em                                                                                        | Ano  | ISBN                |
| --------------------------------------------- | --- | ---- | ------------------- |
| Adam Strange: The Man of Two Worlds           | Adam Strange Volume 1 #1-3                                                                                        | 2004 | ISBN 978-1401200657 |
| Adam Strange: Planet Heist                    | Adam Strange Volume 2 #1-8                                                                                        | 2005 | ISBN 978-1401207274 |
| Showcase Presents: Adam Strange Volume 1      | Showcase #17-19, Mystery in Space #53-84                                                                          | 2007 | ISBN 978-1401213138 |
| Adam Strange: The Silver Age Omnibus Volume 1 | Showcase #17-19, Mystery in Space #53-100, 102, Strange Adventures #157, 217-218, 220-222, 224, 226, 235, 241-243 | 2017 | ISBN 978-1401272951 |
| Adam Strange: The Silver Age Volume 1         | Showcase #17-19, Mystery in Space #53-79                                                                          | 2019 | ISBN 978-1401285791 |

### Rann/Thanagar War
| Título                          | Publicada originalmente em                        | Ano  | ISBN                |
| ------------------------------- | ------------------------------------------------- | ---- | ------------------- |
| Rann-Thanagar War               | Rann-Thanagar War #1-6                            | 2006 | ISBN 978-1401208394 |
| Rann/Thanagar Holy War Volume 1 | Rann Thanagar Holy War #1-4, Hawkman Special      | 2009 | ISBN 978-1401222543 |
| Rann/Thanagar Holy War Volume 2 | Rann Thanagar Holy War #5-8, Adam Strange Special | 2009 | ISBN 978-1401225032 |

## Premiações e recepção
O personagem e a série de mesmo nome tem recebido vários prêmios ao longo dos anos, incluindo o Alley Award de 1967 e 1968 pelo Quadrinho mais Desejado para Renovação. O IGN classificou Adam Strange como o 97º maior herói de quadrinhos de todos os tempos, afirmando que
Se por acaso tivéssemos a chance de montar um raio Zeta [sic] no espaço, conhecer uma princesa alienígena sexy [sic] no planeta Rann e combater ameaças extraterrestres com armas de alta tecnologia, eu [sic] não gostaria para voltar à vida terrena na Terra também. Isso nos torna completamente solidários à situação de Adam Strange.